# Dionizy (Waledyński)
Dionizy, imię świeckie Konstanty Nikołajewicz Waledyński (ur. 4 maja?/16 maja 1876 w Muromie, zm. 15 marca 1960 w Warszawie) – biskup Rosyjskiego Kościoła Prawosławnego. Od 1923 zwierzchnik Polskiego Autokefalicznego Kościoła Prawosławnego z tytułem metropolity warszawskiego i całej Polski. Doprowadził do pomyślnego końca starania o autokefalię Kościoła prawosławnego w Polsce uzyskaną od patriarchy Konstantynopola z pominięciem Kościoła Rosyjskiego. Urząd sprawował do 1948, kiedy został usunięty przez władze stalinowskie i osadzony w areszcie domowym.

## Młodość i edukacja
Konstanty Waledyński urodził się w Muromie w guberni włodzimierskiej w rodzinie prawosławnego kapłana Nikołaja Iwanowicza Waledyńskiego, proboszcza parafii Świętych Kosmy i Damiana w Muromie, i jego żony Jelizawiety z d. Spiektorskiej. Był siostrzeńcem arcybiskupa Hieronima (Egzemplarskiego). W wieku 12 lat stracił ojca.
Naukę w seminarium duchownym rozpoczął we Włodzimierzu, zaś ukończył w 1896 w Ufie. Studiował teologię na Akademii Duchownej w Kazaniu, której dyplom z wyróżnieniem, za pracę Ideały prawosławnego Rosjanina-misjonarza wśród obcoplemiennych mniejszości narodowych uzyskał cztery lata później. Za doskonałe wyniki w nauce otrzymał stypendium i rozpoczął pracę naukową na Akademii w katedrze języka kałmuckiego. Jeszcze w czasie studiów, 14 września 1897, złożył śluby zakonne, a następnie został wyświęcony na hierodiakona. Święcenia kapłańskie otrzymał dwa lata później. Wstępując do zakonu, pragnął poświęcić się pracy misyjnej (do czego zainspirowało go w Ufie spotkanie z misjonarzem w Jakucji, biskupem Dionizym (Chitrowem)), jednak uniemożliwiło mu to słabe zdrowie.

## 1901–1913
W latach 1901–1902 był profesorem Seminarium Duchownego w Symferopolu, gdzie wykładał historię biblijną i historię Cerkwi prawosławnych. Następnie, do 1911 był wykładowcą i inspektorem, a później rektorem Seminarium Duchownego w Chełmie. W momencie przeniesienia do Chełma otrzymał godność archimandryty. W tym czasie odbywał liczne wizytacje parafii na terenie eparchii, której biskupem był Eulogiusz (Gieorgijewski). Szczególną uwagę zwracał na wychowanie przyszłych misjonarzy – w grupie jego wychowanków byli późniejsi hierarchowie PAKP Makary (Oksijuk) i Aleksy (Gromadzki). Wspierał również cerkiewne instytucje kulturalne, zwłaszcza chóry, oraz założył pismo Chołmskaja Cerkownaja Żizń. W 1905 został wybrany do rady Bractwa Przenajświętszej Bogurodzicy w Chełmie.
Aktywność rektora chełmskiego seminarium duchownego zwróciła na niego uwagę metropolity kijowskiego i halickiego Flawiana, który planował sprowadzić archimandrytę Dionizego do swojej diecezji, na stanowisko rektora Kijowskiej Akademii Duchownnej. Ten jednak w 1911, z powodów zdrowotnych, został wysłany do Rzymu, gdzie miał zostać opiekunem cerkwi prawosławnej działającej przy ambasadzie rosyjskiej. W czasie pobytu w stolicy Włoch zainteresował się archeologią i badaniem zabytków z okresu wczesnego chrześcijaństwa. Przy swojej pracy współdziałał z badaczami włoskimi, wśród których byli profesorowie Cabrola, Respoghi, Belrederi, Junent i Buillie. Efektem pracy naukowej i kontaktów z badaczami włoskimi było opracowanie wydane w 1912 w Rzymie pt. Przewodnik prawosławnego pielgrzyma po Rzymie. Opis rzymskich świętych miejsc i znajdujących się w nich świętości z planem soboru św. ap. Piotra . Także po wyjeździe z Włoch Dionizy organizował konferencje naukowe z dziedziny archeologii.

## Biskup

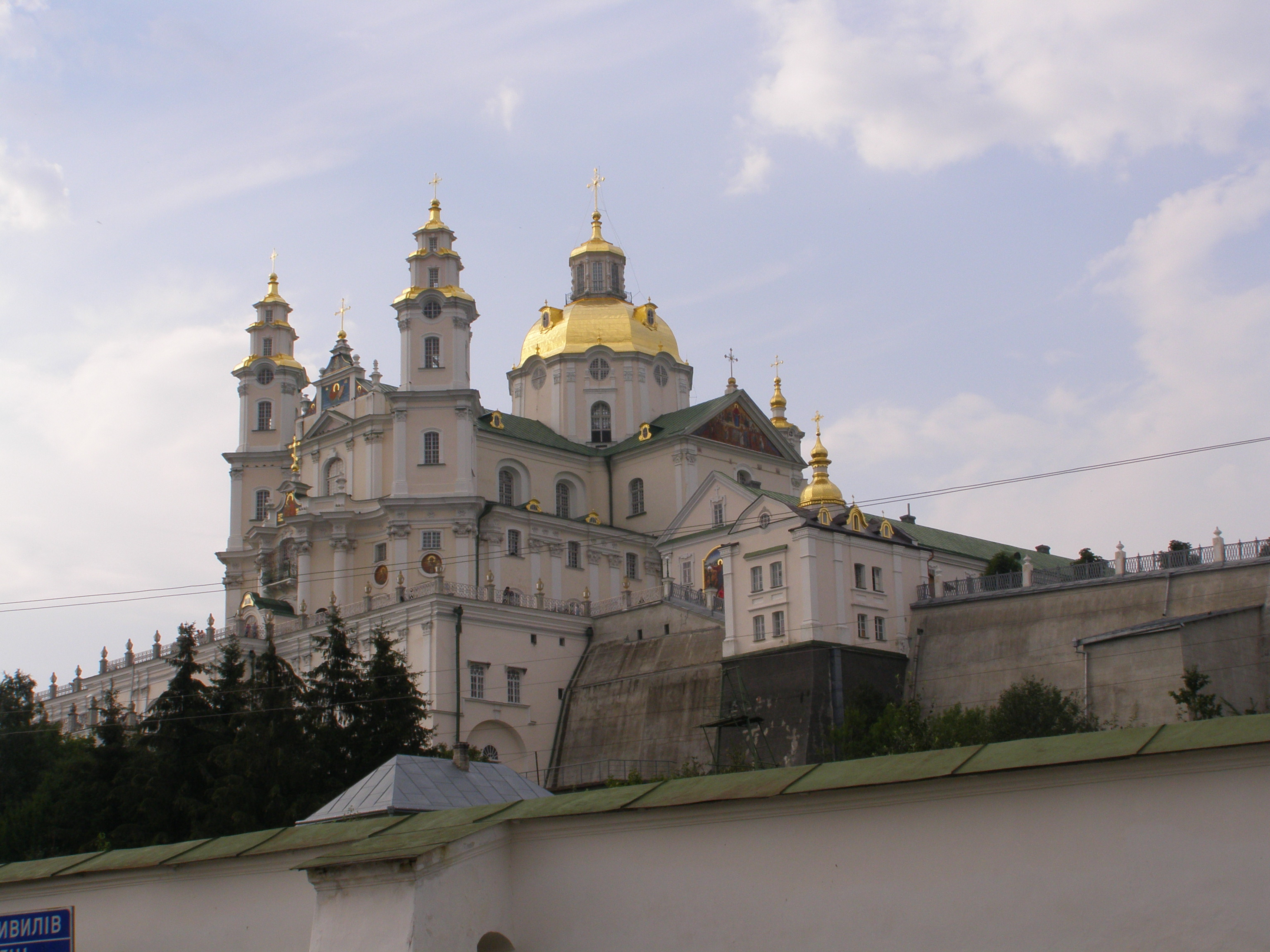
Ławra Poczajowska, miejsce chirotonii biskupiej Dionizego (Waledyńskiego)

21 kwietnia 1913, dzięki rekomendacji arcybiskupa wołyńskiego i żytomierskiego Antoniego, został konsekrowany na biskupa pomocniczego eparchii wołyńskiej z tytułem biskupa krzemienieckiego. Jego chirotonii dokonał Grzegorz IV, patriarcha antiocheński, zaś wśród innych konsekratorów był właśnie biskup Antoni, późniejszy Pierwszy Hierarcha Rosyjskiego Kościoła Prawosławnego poza granicami Rosji. Uroczystość miała miejsce w głównym soborze ławry Poczajowskiej. W czasie I wojny światowej zdecydował się pozostać w Krzemieńcu, nie udając się na bieżeństwo, jako jeden z dwóch urzędujących biskupów Rosyjskiego Kościoła Prawosławnego na terenie ziem polskich (drugim był zwierzchnik eparchii wileńskiej i litewskiej Tichon (Bieławin)). W czasie I wojny światowej prowadził działalność charytatywną i osobiście angażował się w organizację duszpasterstwa żołnierzy. W 1917 reprezentował mnichów ze swojej eparchii na Soborze Lokalnym w Piotrogrodzie, który dokonał wyboru metropolity Tichona (Bieławina) na patriarchę Moskwy i całej Rusi. Należał do Związku Narodu Rosyjskiego i przewodniczył jego oddziałowi z siedzibą w Poczajowie.
W kwietniu 1918, kiedy ludność prawosławna zaczęła wracać na Wołyń z bieżeństwa, biskup Dionizy otrzymał od patriarchy moskiewskiego Tichona polecenie budowy struktur nowej eparchii – poleskiej. Z Wołynia miał według niektórych źródeł wyjechać na krótko w 1919, towarzysząc przez pewien czas metropolicie Antoniemu udającemu się na emigrację. W 1921 uczestniczył we Wszechukraińskim Soborze, który powołał do życia niekanoniczny Ukraiński Autokefaliczny Kościół Prawosławny. Zmiany granic państwowych sprawiły jednak, że zarządzana przez niego eparchia poleska znalazła się w granicach Polski, toteż biskup Dionizy nie angażował się więcej w kwestie organizacji Kościoła prawosławnego na Ukrainie.
W czasie wojny polsko-bolszewickiej na krótko wyjechał z Krzemieńca i zamieszkał w monasterze św. Jana Miłościwego w Małych Zahajcach. W 1921 uzyskał obywatelstwo polskie.
W 1921 skutecznie sprzeciwiał się zwołaniu zjazdu przedstawicieli parafii prawosławnych w Polsce, który miał przedyskutować kwestię prawnej sytuacji struktur prawosławnych w Polsce. Biskup Dionizy twierdził, że organizowany za zgodą władz państwowych zjazd jest instytucją niekanoniczną i nieuprawnioną do podejmowania decyzji w podstawowych kwestiach organizacyjnych, jako że położone w Polsce eparchie prawosławne nadal podlegały Rosyjskiemu Kościołowi Prawosławnemu. Zabronił również duchowieństwu i świeckim swojej eparchii wysłać przedstawicieli na Zjazd, który ostatecznie nie doszedł do skutku. Działalność biskupa sprawiła, że został on wezwany do Warszawy na spotkanie z ministrem wyznań religijnych i oświecenia publicznego Maciejem Ratajem, na którym miał zostać poproszony o sporządzenie projektu powołania Wyższego Zarządu Kościoła Prawosławnego w Polsce. Mógł być zatem brany pod uwagę jako kandydat na przyszłego zwierzchnika Kościoła w Polsce po uzyskaniu przez niego autokefalii, do czego dążył rząd polski. Sytuację zmienił jednak przyjazd do Polski arcybiskupa mińskiego i turowskiego Jerzego z emigracji we Włoszech, o co według Antoniego Mironowicza biskup Dionizy osobiście zabiegał. Jako wyższy rangą hierarcha, arcybiskup Jerzy został mianowany przez patriarchę Moskwy Tichona Egzarchą Patriarchy dla Kościoła Prawosławnego w Państwie Polskim z tytułem arcybiskupa warszawskiego, zaś od września 1921 metropolity warszawskiego i całej Polski.

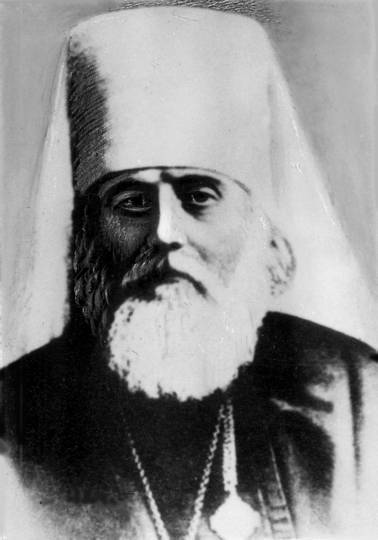
Metropolita warszawski i całej Polski Jerzy. Biskup Dionizy (Waledyński) zabiegał o jego powrót z Włoch, a następnie popierał jego starania o uzyskanie autokefalii dla Kościoła prawosławnego w Polsce

Władze polskie, chcąc uzyskać zgodę hierarchów prawosławnych w Polsce na uzyskanie przez Kościół w Polsce niezależności względem Patriarchatu Moskiewskiego, zaczęły prowadzić z wybranymi biskupami rozmowy na temat kanonicznej możliwości uzyskania autokefalii. W tym czasie biskup Dionizy – razem z metropolitą Jerzym i biskupem pińsko-nowogrodzkim Pantelejmonem – jednoznacznie poparł starania o autokefalię przeciwko zwolennikom utrzymania status quo, biskupom Eleuteriuszowi (wileński) i Włodzimierzowi (grodzieński). Zwolennicy autokefalii widzieli w takim postępowaniu jedyną szansę na pokojowe ułożenie stosunków między państwem a Kościołem prawosławnym, postrzeganym jako instytucja ściśle związana z Rosją. Dlatego po kolejnym spotkaniu z ministrem Ratajem, który potwierdził dążenie rządu do usamodzielnienia się prawosławia w Polsce, wymienieni trzej biskupi zgodzili się – zgodnie z prawem kanonicznym – wystąpić o przyznanie autokefalii do patriarchy Moskwy. W oświadczeniu złożonym na ręce ministra zadeklarowali, że radzi są poświęcić się pracy na korzyść Cerkwi na podstawie autokefalii. Zdaniem Mirosławy Papierzyńskiej-Turek biskup Dionizy, podobnie jak Pantelejmon i metropolita Jerzy, nie był w tym okresie całkowicie przekonany co do konieczności autokefalizacji prawosławia w Polsce. Był jednak zdania, że obok zachowania lojalności wobec patriarchy Moskwy niezbędne jest zadbanie o dobre stosunki z rządem II RP.
24 stycznia 1922 uczestniczył w soborze biskupów prawosławnych w Polsce, na który został wezwany przez metropolitę Jerzego razem z biskupem Pantelejmonem. Przeciwnicy autokefalii nie wzięli udziału w zjeździe. Sobór ten przedyskutował i zatwierdził treść Tymczasowych przepisów o stosunku rządu do Kościoła prawosławnego w Polsce. W tym samym roku biskup Dionizy został podniesiony do godności arcybiskupa wołyńskiego i krzemienieckiego. 30 maja 1922, w czasie kolejnego soboru w ławrze Poczajowskiej, zagłosował za rezolucją napisaną przez metropolitę Jerzego na życzenie władz, w której hierarchowie deklarowali samodzielne podejmowanie decyzji w sprawie prawosławia w Polsce, bez oczekiwania na instrukcje z Moskwy. Wobec opuszczenia obrad przez przeciwników autokefalii i nieobecności dwóch dalszych hierarchów, rezolucję przyjęto jedynie głosami metropolity Jerzego i arcybiskupa Dionizego. Kolejny sobór, jaki odbył się 14 czerwca 1922, ukonstytuował Święty Synod, który miał być w przyszłości najwyższym organem autokefalicznego Kościoła w Polsce. Uchwała końcowa soboru, jaką Dionizy poparł, zapowiadała zwrócenie się o przyznanie autokefalii do patriarchy konstantynopolitańskiego wobec ustania działalności w Moskwie duchownego kanonicznego wyższego zarządu, jak i podjęcie w przyszłości starań o akceptację nietypowego trybu autokefalizacji przez inne Kościoły prawosławne. Z powodu protestów biskupów Eleuteriusza i Włodzimierza w skład Świętego Synodu weszli jedynie metropolita Jerzy, biskup Aleksander (Inoziemcow) oraz arcybiskup Dionizy (Waledyński).

## Zwierzchnik Polskiego Autokefalicznego Kościoła Prawosławnego

### Uzyskanie autokefalii przez Kościół w Polsce

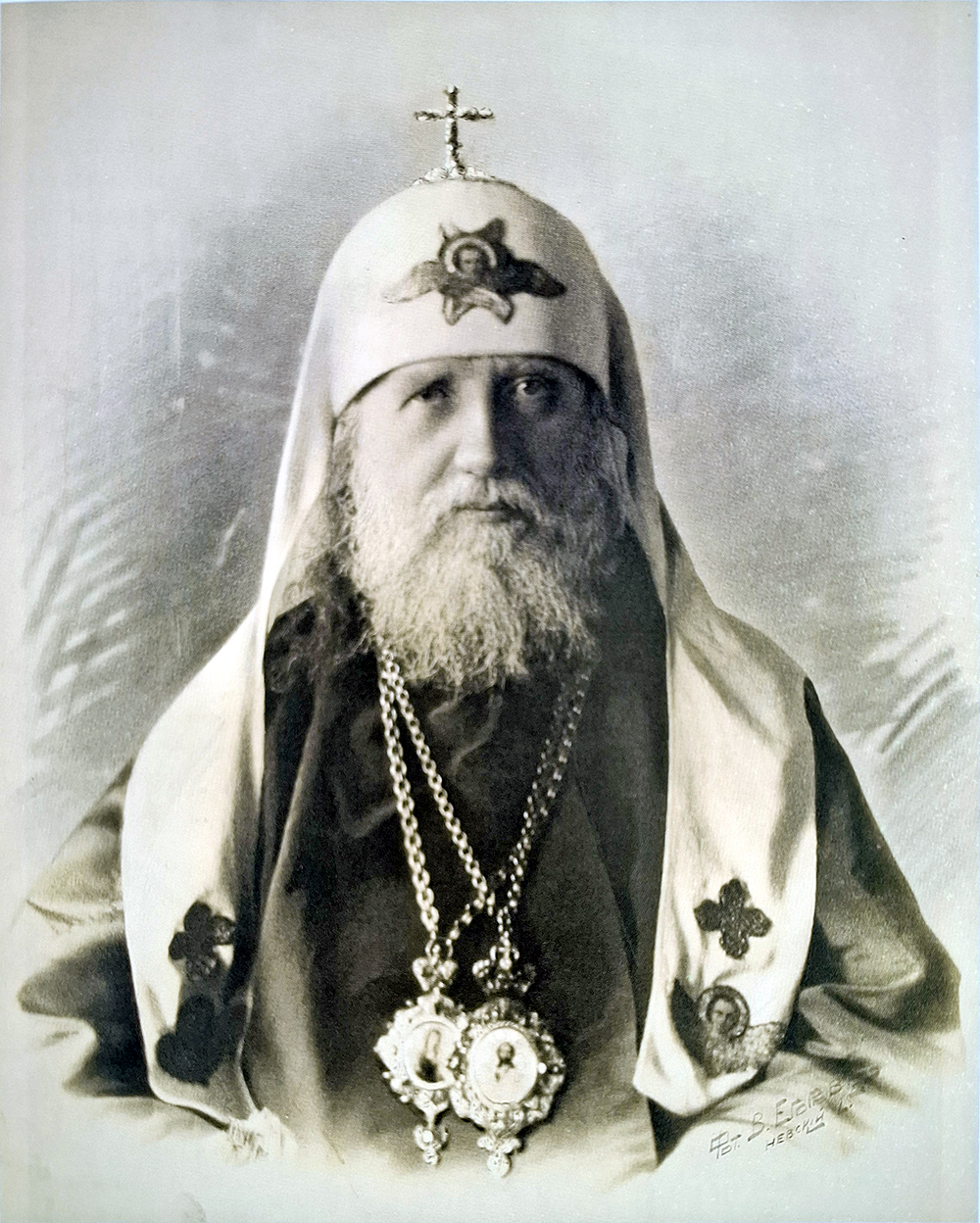
Patriarcha moskiewski Tichon. Odmownie odpowiedział na prośbę metropolity Dionizego o pobłogosławienie niezależności Kościoła w Polsce; swoją ewentualną zgodę w przyszłości uzależniał od decyzji soboru biskupów Rosyjskiego Kościoła Prawosławnego

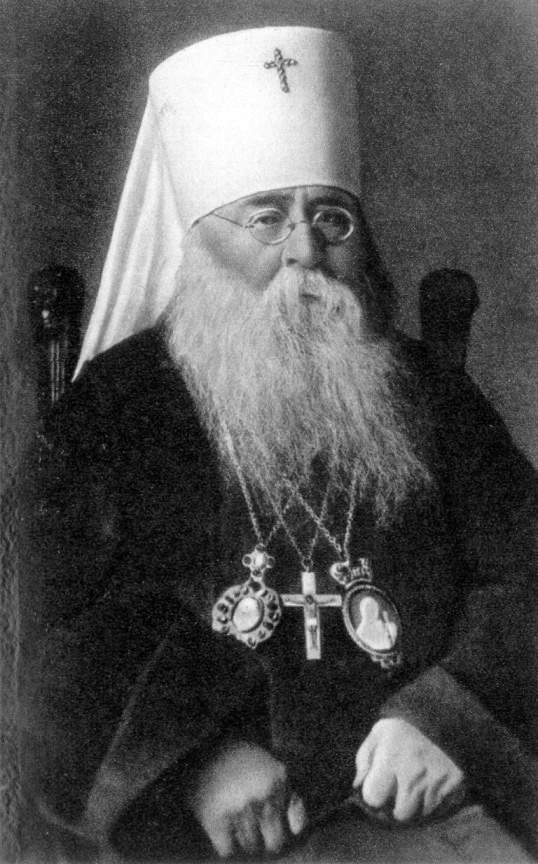
Metropolita moskiewski Sergiusz (Stragorodski), pełniący obowiązki patriarchy Moskwy, nie zgadzał się na zaakceptowanie autokefalii Kościoła w Polsce. Jego korespondencja z metropolitą Dionizym (Waledyńskim) zakończyła się zerwaniem stosunków międzykościelnych

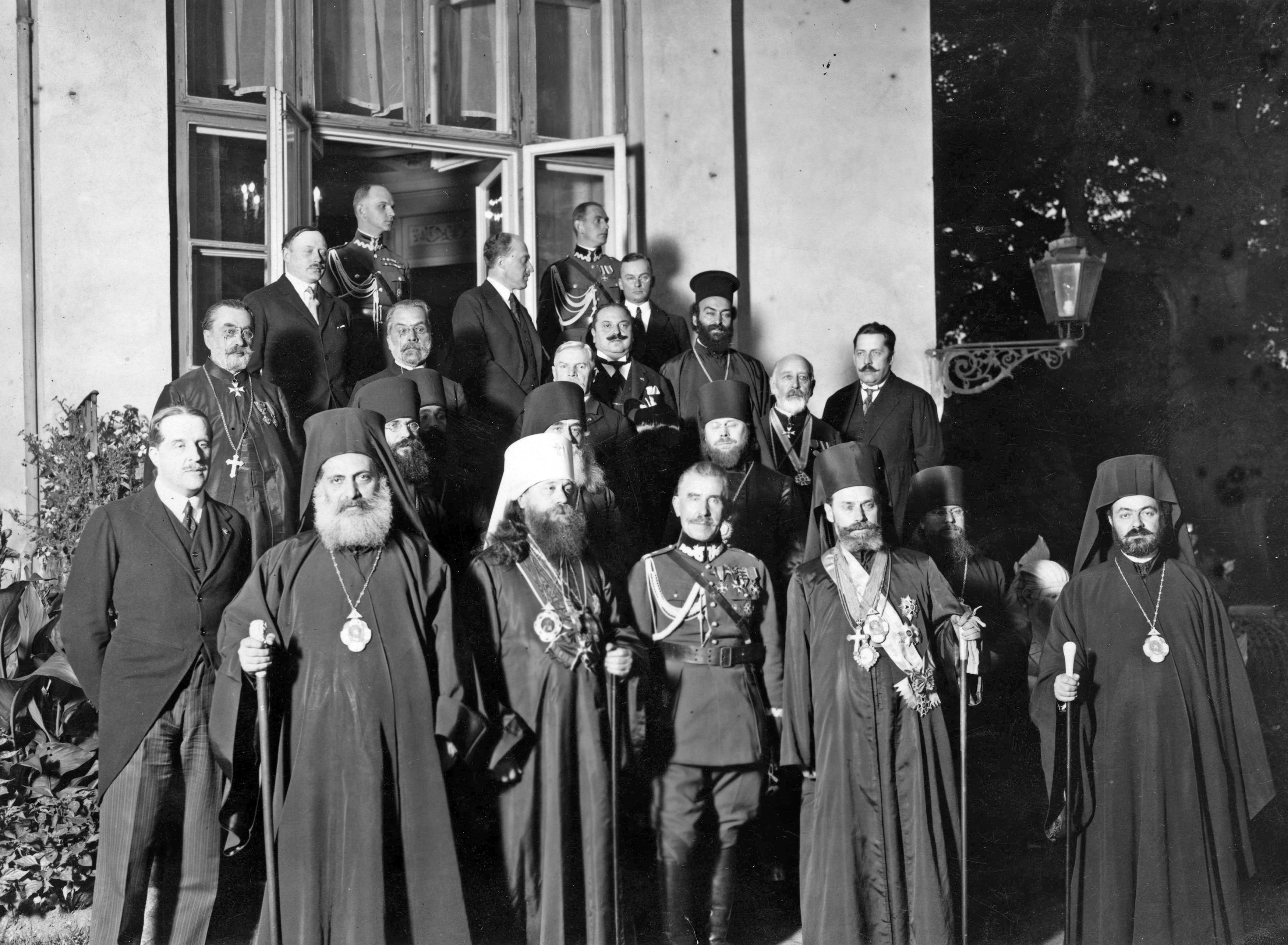
Delegaci Patriarchatu Konstantynopolitańskiego oraz PAKP przed Belwederem po ogłoszeniu autokefalii Kościoła prawosławnego w Polsce

8 lutego 1923 metropolita Jerzy został zastrzelony w swojej rezydencji przez archimandrytę Smaragda, przeciwnika autokefalii dla Kościoła w Polsce. Arcybiskupowi Dionizemu, jako najstarszemu z pozostałych biskupów, zostało powierzone pełnienie obowiązków locum tenens metropolity warszawskiego. Jeszcze w tym samym miesiącu został wybrany nowym metropolitą, a następnie intronizowany 29 kwietnia 1923 w soborze św. Marii Magdaleny w Warszawie. Metropolita kontynuował działania na rzecz uzyskania autokefalii. W liście z 18 listopada 1923 do patriarchy moskiewskiego Tichona prosił o pobłogosławienie „samodzielnej egzystencji cerkwi prawosławnej w Polsce”. Otrzymał jednak odpowiedź odmowną. Patriarcha twierdził, że jedynym organem zdolnym do wydania ważnej decyzji o autokefalizacji jest niemożliwy do zwołania w panujących warunkach politycznych sobór biskupów Rosyjskiego Kościoła Prawosławnego. Podkreślał również, że posiada jedynie niepełne i wewnętrznie sprzeczne informacje o sytuacji w Polsce i dlatego nie może oceniać jej pozytywnie. Metropolita Dionizy pragnął wyjaśnić wszelkie wątpliwości, wysyłając do Moskwy delegację, zrezygnował jednak z tego po spotkaniu z ministrem spraw zagranicznych.
Władze polskie wyraźnie sugerowały metropolicie Dionizemu podjęcie rozmów z patriarchą Konstantynopola, chociaż urzędujący patriarcha Melecjusz IV nie wyrażał jednoznacznie swojego stanowiska w tym zakresie. Potwierdził wprawdzie wybór Dionizego, nadając mu tytuł metropolity warszawskiego i wołyńskiego i całego Kościoła prawosławnego w Polsce oraz godność przełożonego ławry Poczajowskiej, jednak w liście wysłanym w kwietniu 1923 nie wspominał o możliwej autokefalii, a jedynie sugerował przejście prawosławnych w Polsce pod swoją jurysdykcję. Po ustąpieniu z funkcji Melecjusza metropolita Dionizy kontynuował rozmowy z jego następcą Grzegorzem VII. Po udzieleniu mu oczekiwanych szczegółowych sprawozdań w kwestii sytuacji Kościoła prawosławnego w Polsce i przekazaniu daru w wysokości 12 tys. funtów szterlingów Grzegorz VII wstępnie zaakceptował usamodzielnienie się polskiego prawosławia. Jego decyzję potwierdził Synod patriarszy 11 listopada 1924. Dwa dni później, 13 listopada 1924 patriarcha Konstantynopola podpisał stosowny tomos. Uroczyste ogłoszenie samodzielności Polskiego Autokefalicznego Kościoła Prawosławnego miało miejsce 17 września następnego roku w soborze w Warszawie, w obecności przedstawicieli starożytnych patriarchatów prawosławnych.
Natychmiast po tym fakcie metropolita Dionizy podjął starania na rzecz uznania PAKP za kanoniczny Kościół przez inne Kościoły prawosławne. Odbył wizyty duszpasterskie do patriarchatów starożytnych i pozostałych samodzielnych Kościołów prawosławnych, przekazując im cenne podarunki i niemal każdorazowo doprowadzał do ustanowienia „braterskich i modlitewnych stosunków miłości i jedności” (tj. uznania PAKP za Kościół kanoniczny). Jedynie Kościoły Serbski i Bułgarski uznały okoliczności autokefalizacji za niezgodne z prawem kanonicznym. Analogicznie nieprzychylne stanowisko reprezentował początkowo także Rosyjski Kościół Prawosławny poza granicami Rosji, który jednak decyzją zjazdu biskupów w dniach 24 czerwca – 2 lipca 1926 w Karłowicach Sremskich uznał, że nadanie autokefalii Kościołowi w Polsce było zgodne z prawem kanonicznym. We wrześniu tego samego roku obydwa Kościoły nawiązały wzajemne stosunki. W liście do metropolity Dionizego zwierzchnik tego Kościoła metropolita Antoni (Chrapowicki) tłumaczył, że decyzja o oderwaniu się od Kościoła Rosyjskiego była nielegalna, jednak błąd ten został całkowicie naprawiony w momencie zwrócenia się do patriarchy Konstantynopola. W marcu 1926 metropolita Dionizy doprowadził również do uregulowania kontaktów z Zachodnioeuropejskim Egzarchatem Rosyjskiego Kościoła Prawosławnego, wysyłając do stojącego na jego czele metropolity Eulogiusza (Gieorgijewskiego) list z wyjaśnieniem okoliczności autokefalizacji. Mirosława Papierzyńska-Turek jest zdania, że zmiana stanowiska Kościoła Zagranicznego wiązała się z chęcią poszerzania wpływów tej struktury i była szerszym elementem rywalizacji między organizacjami kościelnymi, na czele których stali Metropolici Antoni i Eulogiusz.
Całkowitym niepowodzeniem zakończyły się natomiast starania metropolity Dionizego w zakresie uporządkowania stosunków z Rosyjskim Kościołem Prawosławnym. Wymiana listów ze strażnikiem tronu patriarszego Moskwy Sergiuszem (Stragorodzkim) była prowadzona w napiętej atmosferze z powodu jego jednoznacznego stanowiska, zakładającego nielegalność autokefalii uzyskanej z pominięciem patriarchy Moskwy i soboru biskupów Kościoła Rosyjskiego. Metropolita Sergiusz twierdził, że zgodnie z prawem kanonicznym Kościół w Polsce powinien nadal pozostawać – przynajmniej do czasu zwołania soboru – jedynie strukturą autonomiczną, ale uznającą zwierzchnictwo patriarchy Moskwy – tak, jak życzył sobie tego nieżyjący już patriarcha Tichon. Wobec zaostrzającego się tonu listów Sergiusza, 15 kwietnia 1927 Synod biskupów PAKP wydał oświadczenie, w którym uzależniał kontynuowanie korespondencji od zaakceptowania samodzielności prawosławia w Polsce przez Patriarchat Moskiewski, zaś 27 października 1930 ogłosił listy metropolity Sergiusza jedynie jako „informacyjne”. Finałem korespondencji było zatem całkowite zerwanie stosunków międzykościelnych. W związku z takim zakończeniem rozmów z patriarchatem moskiewskim część wiernych wypowiedziała metropolicie posłuszeństwo. Nieformalnym liderem tej grupy był białoruski senator Wiaczesław Bogdanowicz.

#### Odznaczenia
Za swoje wysiłki na rzecz doprowadzenia do autokefalii Kościoła prawosławnego w Polsce 27 grudnia 1924 metropolita Dionizy otrzymał Wielką Wstęgę Orderu Odrodzenia Polski. Odznaczony był również pierwszymi klasami orderów zagranicznych: św. Sawy (Jugosławia), Feniksa (Grecja), Zasługi Cywilnej (Bułgaria), Korony i Gwiazdy (Rumunia), Grobu Świętego (Watykan).

### W okresie demokracji parlamentarnej

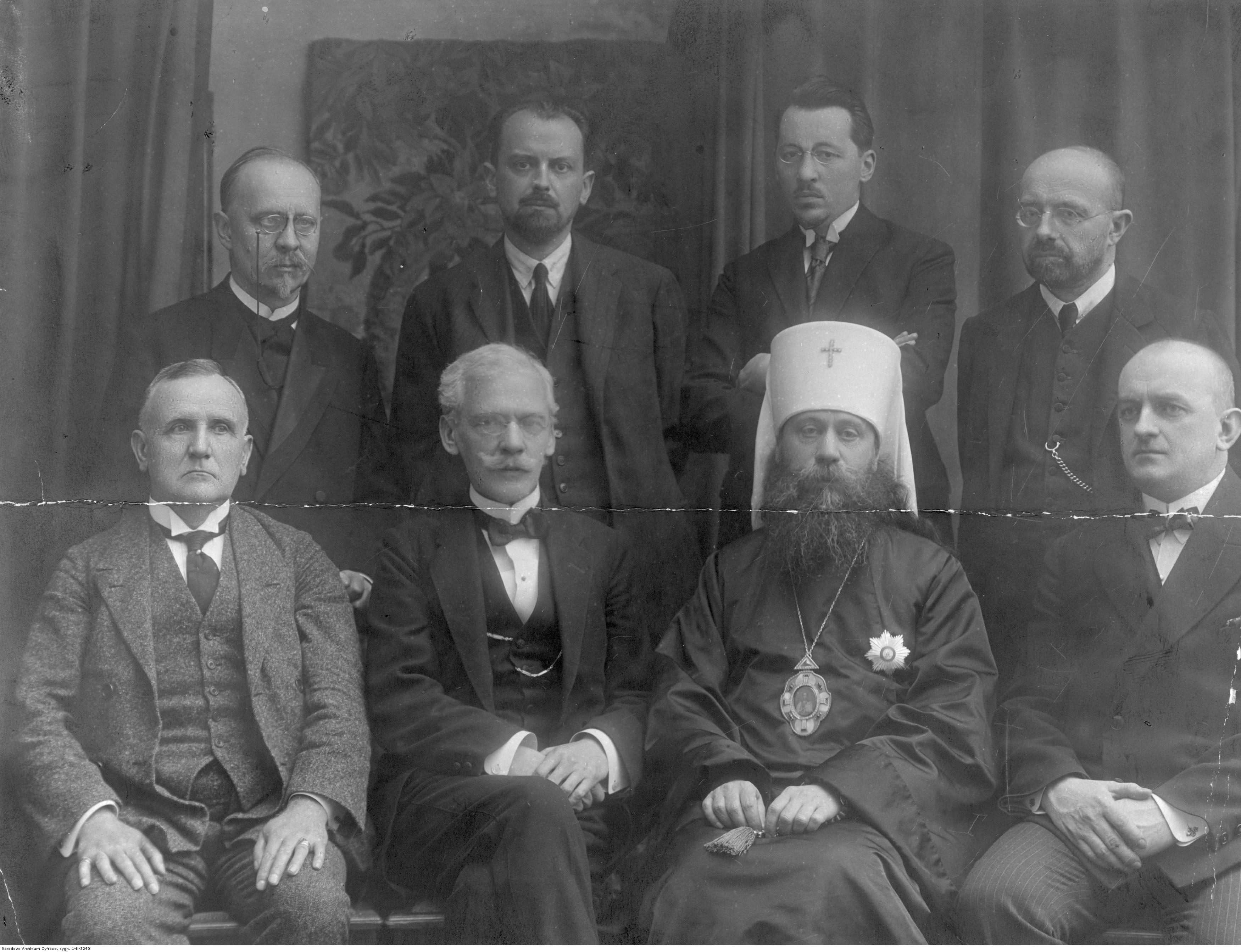
Metropolita Dionizy jako członek komisji organizacyjnej Studium Teologii Prawosławnej UW

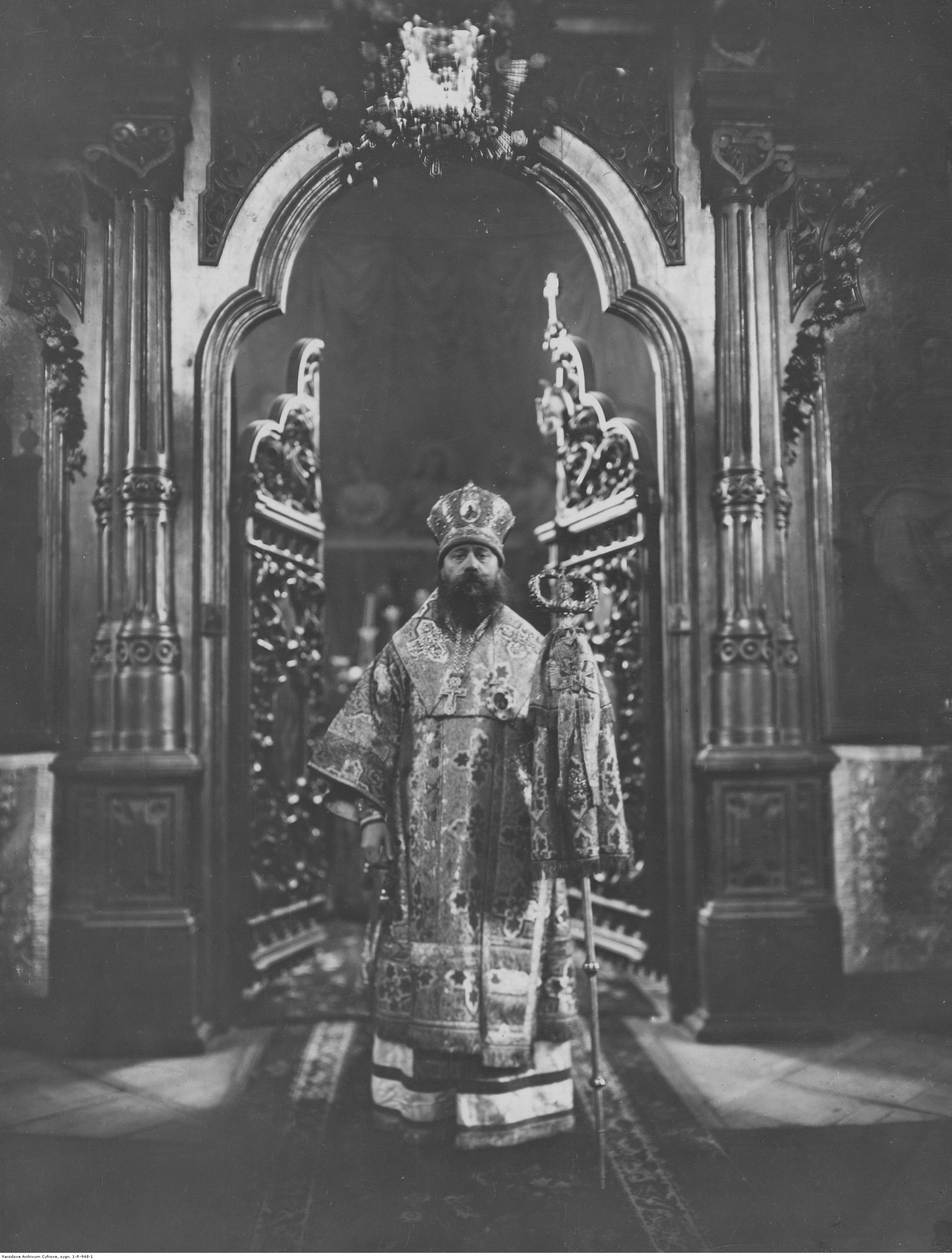
W czasie nabożeństwa w soborze w Warszawie

W 1925 pobłogosławił otwarcie Studium Teologii Prawosławnej przy Uniwersytecie Warszawskim, w którym sam wykładał. Brał udział w wielu zagranicznych konferencjach ekumenicznych, m.in. w Sztokholmie (1925) i w Lozannie (1937). Doprowadził również do otwarcia seminariów duchownych w Krzemieńcu i Wilnie. Czynił starania o unormowanie pozycji Polskiego Autokefalicznego Kościoła Prawosławnego drogą trwałych rozwiązań ustawowych w miejsce wciąż obowiązujących Tymczasowych przepisów... Jednak dopiero 18 listopada 1938 prezydent Ignacy Mościcki wydał dekret o stosunku państwa do Cerkwi Prawosławnej. Uregulowanie spraw kościelnych odgórnym dekretem prezydenckim było sprzeczne z wcześniejszymi dążeniami metropolity Dionizego, któremu zależało na tym, by ostateczny kształt ustawy w tej kwestii był całkowicie przygotowany przez przedstawicieli PAKP bądź po konsultacjach tychże przedstawicieli z reprezentantami strony rządowej. Dionizy sam prowadził prace nad redakcją projektu ustawy, ograniczając przy tym rolę świeckich, w tym posłów ukraińskich i białoruskich. Metropolita prowadził również działania o charakterze doraźnym na rzecz uzupełniania i modyfikowania Tymczasowych przepisów..., pragnąc zmienić uważane przezeń za niekorzystne dla Kościoła zapisy lub uzyskać pewne ustępstwa w zakresie ilości etatowych parafii oraz ich majątku. W przypadku niepowodzenia tych działań niejednokrotnie starał się omijać regulacje zawarte w przepisach.
Metropolita Dionizy dążył również do przyspieszenia prac nad uznaniem przez rząd wewnętrznego statutu PAKP, którego projekt przedłożył w MWRiOP w 1925. W grudniu tego roku, widząc brak reakcji ze strony rządowej, w obszernym memoriale stanowczo domagał się uregulowania relacji między państwem a Kościołem, pisząc, iż dotychczasowy stosunek między nimi w miarę upływu czasu staje się coraz bardziej uciążliwym i drażniącym, w miarę tak jak i inne strony życia państwowego są powoli regulowane i normowane na drodze ustawodawczej. Udokumentowane są również jego starania o powołanie Rady Metropolitalnej, która byłaby ciałem pomocniczym wobec zwierzchnika PAKP i składałaby się zarówno z duchownych, jak i świeckich ekspertów ds. kanonicznych oraz o wydelegowanie przedstawiciela Kościoła do departamentu wyznań MWRiOP. Mimo wyraźnej aktywności metropolity w tym zakresie (redagowanie memoriałów, artykuły prasowe, audiencje u kolejnych premierów), jego działania nie przyniosły spodziewanych rezultatów.
Szczególnego tempa prace nad statutem Kościoła nabrały wiosną 1926, kiedy rozmowy z metropolitą Dionizym podjął minister Stanisław Grabski. Za punkt wyjścia tych rozmów przyjęto rządowy projekt statutu, na który zwierzchnik PAKP naniósł szereg drobnych poprawek. Jedynym zagadnieniem, co do którego nie zgadzał się z projektem, była kwestia majątku Kościoła. Została ona rozstrzygnięta w czasie spotkania pomiędzy ministrem i metropolitą, do jakiego doszło w jego rezydencji 14 kwietnia 1926. Protokół konferencji kończy się wyrażeniem przez obie strony radości z powodu porozumienia i zapowiedzią złożenia w dniu następnym podpisów pod gotowym projektem. Nieoczekiwanie jednak metropolita Dionizy zapowiedział swój wyjazd za granicę i złożył podpis dopiero wtedy, gdy pracownicy ministerstwa dotarli do niego z kopią gotowego projektu, gdy oczekiwał na odjazd swojego pociągu. Razem z podpisem wręczył im jednak odrębne pismo, w którym przedstawiał niewyrażone wcześniej nowe postulaty PAKP, w tym żądanie przekazania budżetu ministerialnego przeznaczonego na wyznanie prawosławne do wyłącznego dysponowania przez Kościół. Po powrocie, gdy postulaty te nie zostały zrealizowane, metropolita oznajmił, że jego zdaniem konieczne jest wznowienie rozmów na nowych, określonych przez nie podstawach.

### Po zamachu majowym

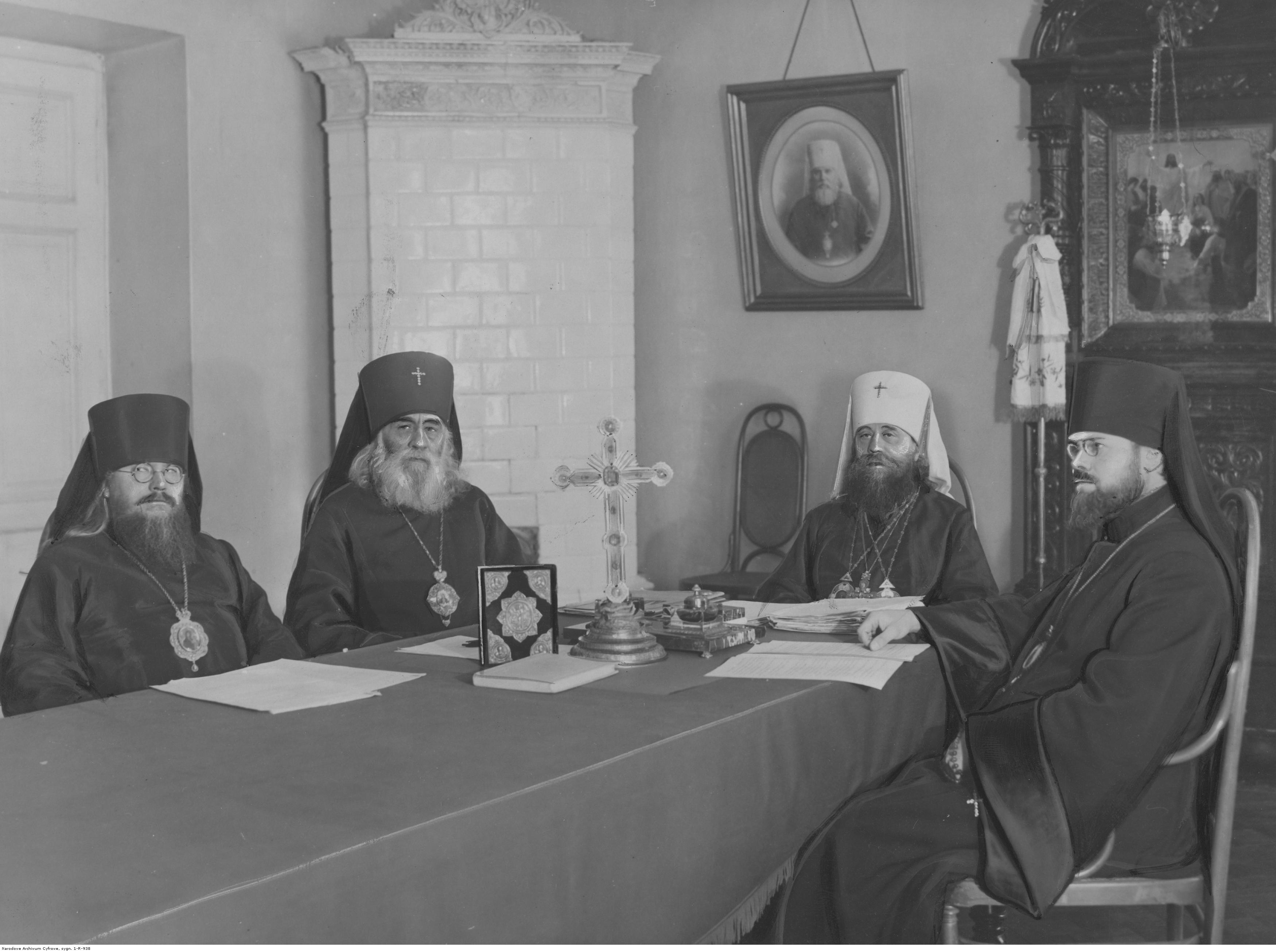
Spotkanie robocze synodu biskupów PAKP. Od lewej biskupi Aleksy (Gromadzki), Teodozjusz (Fieodosijew), metropolita Dionizy (Waledyński) oraz Aleksander (Inoziemcow)

Metropolita Dionizy z optymizmem przyjął przewrót majowy, spodziewając się, że nowe władze będą bardziej skłonne do uchwalenia ustawowo korzystnych dla PAKP rozwiązań w kwestii relacji państwo-Kościół prawosławny. Stało się jednak inaczej, gdyż już w pierwszych latach władze sanacyjne faktycznie zrezygnowały z prac nad ustawą, pozostając przy regulacjach o charakterze prowizorycznym, jak również z prowadzenia rozmów z metropolitą. Minister oświaty Antoni Sujkowski w piśmie do wojewodów konstatował, iż uregulowanie stosunków między państwem a Kościołem prawosławnym będzie musiało obejść się bez jawnej i wyraźnej zgody ze strony metropolity i Synodu. Zabiegi metropolity Dionizego, by przekonać nowe władze o konieczności opracowania rozwiązań ustawowych, zakończyły się niepowodzeniem, chociaż w 1927, w celu przedstawienia swoich dotychczasowych działań, zwołał on nawet zjazd przedstawicieli duchowieństwa i świeckich, zaś do rządu wystosował kolejne obszerne memorandum.

#### Starania o zwołanie soboru PAKP

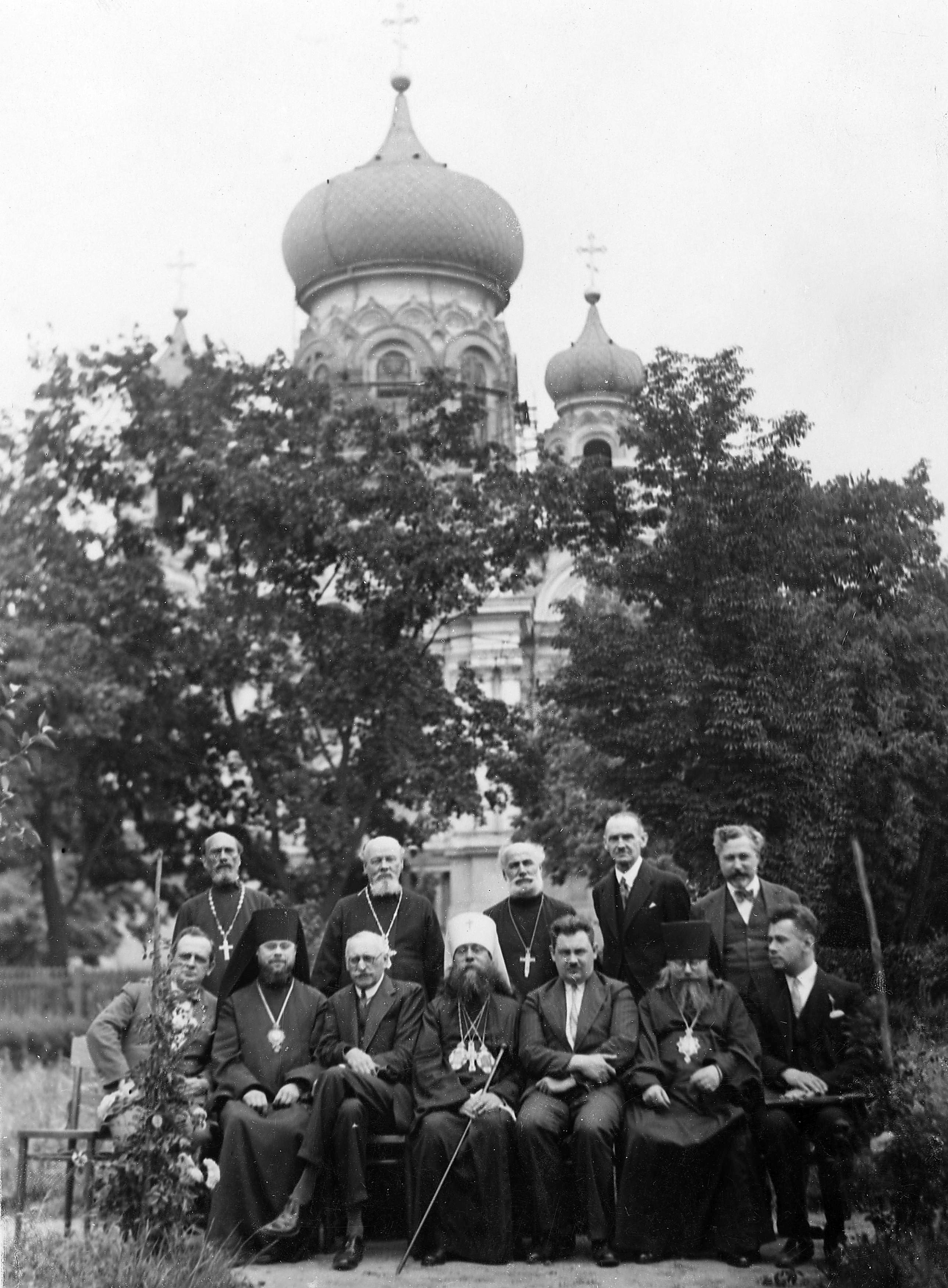
Metropolita Dionizy, biskupi Aleksander i Aleksy z delegatami rządowymi po jednym ze spotkań przygotowawczych przed planowanym soborem PAKP

Pod koniec lat 20. XX wieku metropolita Dionizy podjął szczególne wysiłki na rzecz zwołania soboru powszechnego PAKP, który miał skonsolidować Kościół i wzmocnić jego pozycję w kraju, jak również przyczynić się do prawnego uregulowania sytuacji Kościoła. 22 listopada 1929 zwrócił się do ministra wyznań religijnych i oświecenia publicznego Sławomira Czerwińskiego z prośbą o zgodę na zwołanie soboru; minister poinformował go, iż pragnie najpierw zobaczyć regulamin planowanego soboru. 18 grudnia projekt regulaminu przygotował Święty Synod PAKP, po czym, nie prosząc ponownie o akceptację ministerstwa, metropolita poinformował wszystkie dekanaty Kościoła o planowanym soborze i wyznaczył na 13 lutego termin wyboru delegatów świeckich i duchownych w parafiach. Dopiero 24 grudnia porozumiał się ponownie z Czerwińskim, twierdząc, że procedury przygotowań do soboru stanowią wewnętrzną sprawę Kościoła. I tym razem nie uzyskał zgody, gdyż Czerwiński ocenił przedstawiony projekt ordynacji wyborczej jako premiujący kler i ograniczający wpływ świeckich na przebieg soboru. Równolegle wiceminister spraw wewnętrznych Bronisław Pieracki zwrócił się do wojewodów z prośbą o utrudnianie planowanych wyborów delegatów m.in. poprzez nieudzielanie zgody na niezbędne zgromadzenia publiczne. Mimo tego, metropolita nadal żądał od parafii przeprowadzenia wyborów zgodnie z jego wcześniejszymi instrukcjami. Pisał również do prezydenta, skarżąc się na trudności czynione mu przez władze świeckie. Wybory miały miejsce 19 stycznia 1930, jednak wobec niezmiennego stanowiska rządu już pięć dni później Dionizy był zmuszony uznać je za „bezprzedmiotowe”. Deklarację tę część duchowieństwa PAKP uznała za prestiżową porażkę.
Problem soboru powrócił jeszcze w tym samym roku. W maju metropolita razem z kanclerzem Synodu biskupem Aleksym wziął udział w konsultacjach, w których stronę rządową reprezentowali dyrektor departamentu wyznań MWRiOP Franciszek Potocki, kierownik wydziału narodowościowego Henryk Suchenek-Suchecki oraz Tadeusz Hołówko. W rezultacie rozmów został ustalony możliwy do przyjęcia dla obydwu stron regulamin soboru, w związku z czym prezydent Ignacy Mościcki zezwolił na jego legalne przeprowadzenie. Orędzie prezydenckie zostało następnego dnia uroczyście odczytane w soborze św. Marii Magdaleny w Warszawie. Samo zwołanie soboru miało być poprzedzone szeregiem spotkań przygotowawczych, w których metropolita reprezentował PAKP. Dyskusje jednak przedłużały się i ostatecznie nie doprowadziły do niczego, na co wpływ miała także postawa metropolity, który miał nadzieję na zmianę koniunktury politycznej w kraju i dojście do władzy polityków bardziej przychylnie nastawionych do prawosławia. Jeszcze w październiku 1933 metropolita zapewniał, że zwołanie soboru jest możliwe i nastąpi w niedługim czasie. Ostatecznie jednak do zjazdu nigdy nie doszło.

#### Postawa wobec rewindykacji cerkwi i zamykania parafii

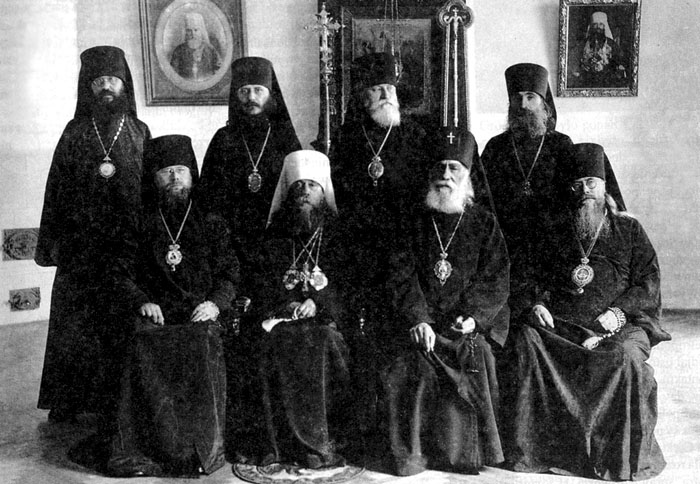
Sobór biskupów PAKP, 1938

W czasie drugiej fali akcji rewindykacji cerkwi, po złożeniu przez biskupów rzymskokatolickich serii pozwów sądowych z żądaniami zwrotu konkretnych obiektów sakralnych, apelował do wiernych o pomoc finansową w razie konieczności obrony stanu posiadania PAKP przed sądem. Poparł również utworzenie komisji, która koordynowała całość działań prawosławnych w tym zakresie. W 1938, w czasie akcji wyburzeń cerkwi na Chełmszczyźnie, przewodniczył Soborowi Biskupów Polskiego Autokefalicznego Kościoła Prawosławnego, który przegłosował memorandum do premiera i marszałka Edwarda Rydza-Śmigłego z prośbą o zaprzestanie niszczenia świątyń, oraz nadzwyczajnemu zjazdowi duchowieństwa Chełmszczyzny z udziałem wszystkich biskupów Kościoła oraz przedstawicieli duchowieństwa i wiernych Chełmszczyzny (30 czerwca – 2 lipca 1938). Wcześniej metropolita kontaktował się osobiście z tymi samym osobami. Jego apele nie dały jednak rezultatów. Z osobnym listem pasterskim metropolita zwrócił się do wiernych. Wyraził w nim podziw wobec osób odmawiających konwersji na katolicyzm oraz żal wobec zniszczenia kilkudziesięciu obiektów sakralnych. Wezwał do rezygnacji z odwetu za poniesione krzywdy i trzydniowego postu.
Na żądanie władz polskich zgodził się w 1924 wprowadzić w Kościele kalendarz gregoriański. Pod oddolnym naciskiem wiernych i niższego duchowieństwa, przywiązanego do używania kalendarza juliańskiego, zwołał jednak Sobór Biskupów PAKP, który uznał za dopuszczalne posługiwanie się tym kalendarzem przez parafie, w których wierni wyrazili takie życzenie. Równocześnie przeciwstawiał się prowadzonej przez Ministerstwo Wyznań Religijnych i Oświecenia Publicznego i aprobowanej przez kolejnych premierów polityce ograniczania wpływów PAKP poprzez likwidowanie parafii i zamykanie lub burzenie cerkwi. Kontynuując działania swojego poprzednika, metropolity Jerzego, przyzwalał na tworzenie placówek nieetatowych i odprawianie nabożeństw przed zamkniętymi cerkwiami. Regularnie apelował do ministrów wyznań religijnych i oświecenia publicznego o powoływanie nowych parafii i zezwalanie na obecność nieetatowych kapłanów w tych miejscowościach, gdzie miejscowa ludność zgodziła się ich utrzymywać. Wspierał działalność bractw prawosławnych, nie osiągając w tym zakresie spodziewanych korzystnych rozwiązań prawnych. Za szczególnie ważne uważał wspieranie prawosławia na Chełmszczyźnie, którą określał jako perłę polskiego prawosławia. Jego działalność w tym zakresie była jednak w większości przypadków skutecznie blokowana przez polskie władze.

#### Postawa wobec konfliktów narodowościowych w PAKP

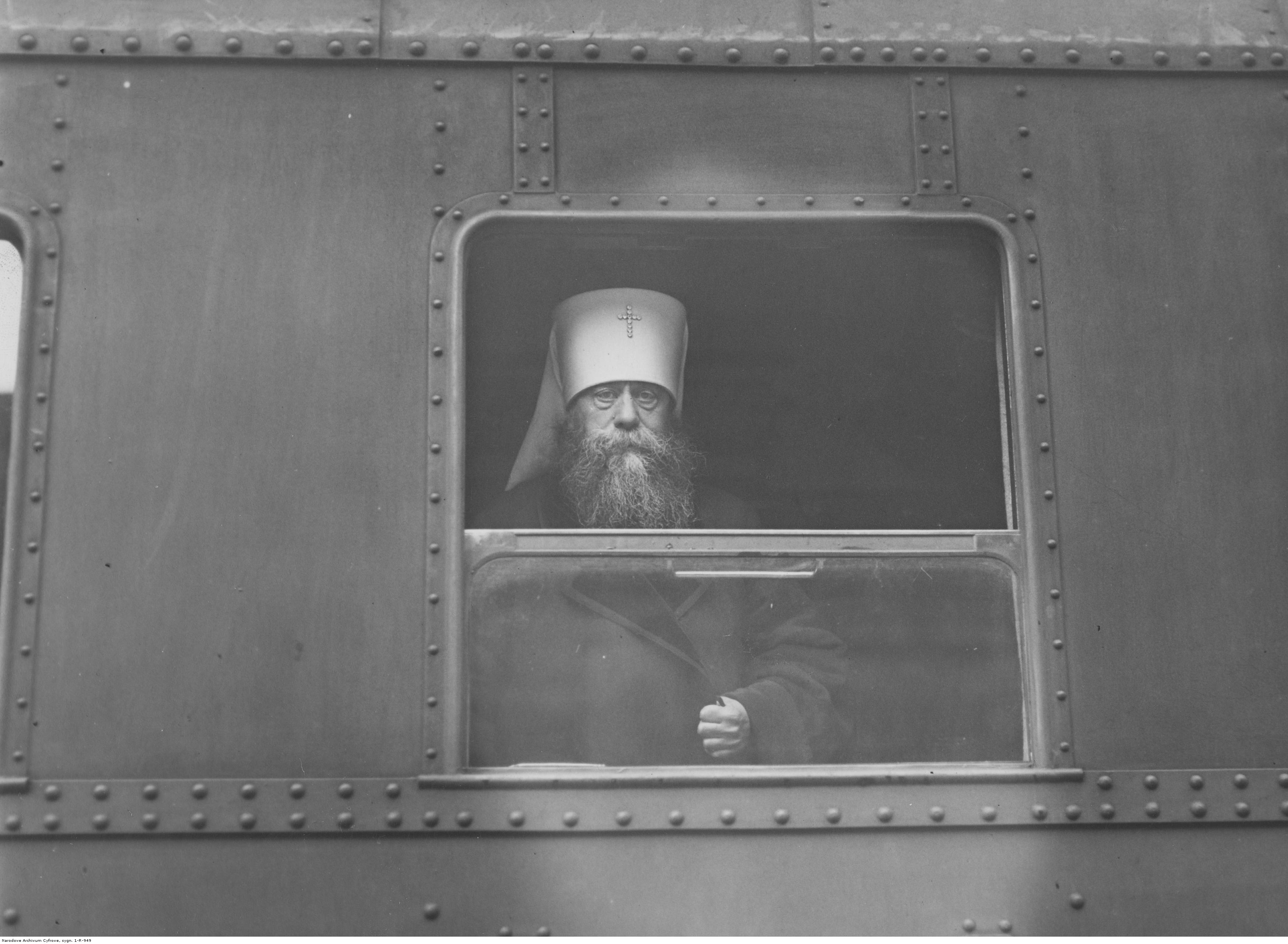
Metropolita Dionizy w drodze do Grodna (1934)

Metropolita Dionizy, z pochodzenia Rosjanin, uznawał rosyjskie zwyczaje liturgiczne i stosowanie rosyjskiej wymowy języka cerkiewnosłowiańskiego za najlepszą gwarancję wewnętrznej spójności Kościoła. Ponadto uważał, że jedynie lojalność wobec państwa polskiego zapewni PAKP możliwość prowadzenia pracy duszpasterskiej. W związku z tym uważał ukrainizację Kościoła, zgodnie z postulatami wiernych narodowości ukraińskiej i części ukraińskich parlamentarzystów, za niecelową. Był jednak skłonny zaakceptować częściowe używanie języka ukraińskiego na obszarach całkowicie zamieszkanych przez przedstawicieli tej narodowości, w parafiach, gdzie z ich strony padło takie żądanie. Jeszcze jako biskup krzemieniecki Dionizy (Waledyński) akceptował takie rozwiązanie na ograniczoną skalę.
Po objęciu urzędu metropolity warszawskiego i całej Polski metropolita Dionizy pełnił również obowiązki tymczasowo zarządzającego diecezją wołyńską. Duchowieństwo tej diecezji oraz cerkiewne organizacje ukraińskie, które sformowały Komitet Cerkiewny, domagały się od niego rezygnacji z tej funkcji i zezwolenia na objęcie katedry wołyńskiej przez biskupa-Ukraińca. Początkowo metropolita nie odpowiadał na te wezwania, starając się wyrównywać wpływy ukraińskich wiernych i hierarchii, złożonej z biskupów narodowości rosyjskiej, o konserwatywnych poglądach. Uważał, że realizacja postulatów Ukraińców doprowadziłaby do wewnętrznych tarć w Kościele, a te z kolei mogłyby zostać wykorzystane przeciw Kościołowi. Postulaty Komitetu Cerkiewnego ulegały jednak dalszej radykalizacji. Niechęć metropolity Dionizego w kwestii rezygnacji z zarządu diecezji wołyńskiej wywołała oskarżanie go o szowinizm wielkorosyjski. Komitet Cerkiewny kontaktował się nawet z Patriarchatem Konstantynopolitańskim, żądając – bez skutku – oddania metropolity pod sąd biskupów. Najostrzejszą demonstracją niechęci wobec metropolity Dionizego była demonstracja zorganizowana przez Komitet 10 września 1933 przed ławrą Poczajowską, w czasie obchodów dziesięciolecia pełnienia przez metropolitę obowiązków zarządzającego diecezją wołyńską. Kilka tysięcy Ukraińców żądało w jej trakcie usunięcia z hierarchii prawosławnej biskupów-Rosjan nieprzychylnych ukraińskiemu ruchowi narodowemu. Metropolita, który zdecydował się odpowiedzieć na przedstawione zarzuty dopiero po miesiącu na łamach Kuriera Wileńskiego, miał za sobą jedynie poparcie Synodu Biskupów i części duchowieństwa. W wymienionym artykule w zdecydowanym tonie odmawiał jakichkolwiek ustępstw wobec Ukraińców, w tym wprowadzenia języka ukraińskiego do części elementów liturgii. Tak poważne zaostrzenie sytuacji w PAKP zaniepokoiło władze państwowe, które zażądały od metropolity Dionizego spełnienia postulatu powołania na katedrę wołyńską biskupa narodowości ukraińskiej. Postulat ten został spełniony i nowym zwierzchnikiem został dotychczasowy arcybiskup grodzieński, Aleksy (Gromadzki).
Metropolita Dionizy początkowo nie protestował przeciw próbom polonizacji prawosławia w Polsce, rozwijaniu ruchu prawosławnych Polaków i odprawianiu w tym języku nabożeństw. Wiązało się to z jego postawą lojalności wobec władz, jak również z przekonaniem, że dla prawosławia istnieją poważniejsze zagrożenia niż polonizacja – komunizm, nowe ruchy religijne oraz wzrost wpływów Kościoła katolickiego na terenach tradycyjnie zamieszkanych przez członków PAKP. Zaczął jednak protestować przeciw wprowadzaniu języka polskiego do liturgii, gdy zorientował się, że władze promują jego użycie także na obszarach, gdzie nie było żadnych prawosławnych Polaków oraz czynią go wyłącznym językiem prawosławnych parafii wojskowych. Zdaniem Mirosławy Papierzyńskiej-Turek walka metropolity z akcją polonizacyjną była walką o zachowanie jakiejkolwiek kontroli nad Kościołem, którą coraz bardziej tracił. Natomiast Timothy Snyder twierdzi, iż sprzeciwiający się zarówno tendencjom polonizacyjnym, jak i ukrainizacyjnym duchowny pragnął przede wszystkim zachować rosyjski charakter Kościoła.
W 1939 wezwał prawosławnych do czynnego udziału w obronie Polski przed agresją hitlerowską.

### II wojna światowa
Po podbiciu Polski przez III Rzeszę, 27 listopada 1939 władze nazistowskie odsunęły metropolitę Dionizego od zarządzania PAKP i uwięziły w areszcie domowym w Otwocku. Według wspomnień ks. Mikołaja Lenczewskiego seniora rozważana była jego wywózka do obozu w Dachau, jednak hitlerowcy zrezygnowali z tego po interwencji patriarchy konstantynopolitańskiego. Pełniącym obowiązki metropolity warszawskiego i całej Polski został biskup berliński i niemiecki Rosyjskiego Kościoła Prawosławnego poza granicami Rosji Serafin (Lade). W tym czasie działacze Ukraińskiego Cerkiewnego Komitetu starali się przekonać uwięzionego metropolitę do poparcia dążeń Ukraińców do autokefalii, jak również do ogłoszenia przezeń ponownego przejęcia rządów w Kościele. Metropolita przystał wówczas na wyświęcenie w przyszłości dwóch biskupów narodowości ukraińskiej i nadanie językowi ukraińskiemu statusu oficjalnego języka PAKP. 23 września 1940, w czasie audiencji u Hansa Franka, metropolita Dionizy złożył deklarację lojalności, za co pozwolono mu powrócić na urząd zwierzchnika PAKP.
W tydzień później metropolita przewodniczył Soborowi Biskupów Autokefalicznego Kościoła Prawosławnego w Generalnej Guberni, w którym wziął udział tylko on sam i biskup Tymoteusz (Szretter). Metropolita Dionizy zatwierdził decyzję o powołaniu diecezji warszawskiej, krakowsko-łemkowskiej i chełmsko-podlaskiej, a następnie – zgodnie z wcześniejszą zgodą – wyświęcił na biskupów archimandrytę Palladiusza (Widybidę-Rudenkę) oraz mnicha Hilariona (Ohijenkę). W sierpniu 1943 metropolita w wystąpieniu radiowym chwalił odwagę żołnierzy niemieckich na froncie wschodnim w walce z „bezbożną bolszewicką nawałą”. Jego postępowanie w czasie II wojny światowej, zdaniem Kazimierza Urbana podyktowane przekonaniem o konieczności pozostania na katedrze raz wybranego biskupa, zostało źle odebrane w polskich środowiskach niepodległościowych, a w czasach PRL stało się jednym z pretekstów dla usunięcia go z urzędu zwierzchnika PAKP. Zdaniem Antoniego Mironowicza metropolita był w tym czasie przekonany o trwałości zwycięstwa III Rzeszy na Polską i rychłym upadku ZSRR. Przewidywał całkowitą ukrainizację Kościoła prawosławnego w nowych warunkach politycznych, dlatego sam się do niej włączył – odprawiał nabożeństwa w soborze św. Marii Magdaleny w Warszawie w języku ukraińskim i w tym języku wydawał prasę cerkiewną. Pragnął również – wbrew zastrzeżeniom i zakazom władz nazistowskich – przekształcić Autokefaliczny Kościół w Generalnej Guberni w Ukraiński Autokefaliczny Kościół Prawosławny, co oddawałoby strukturę narodowościową Kościoła. Odmienne zdanie nt. postawy metropolity w tym okresie przedstawia Kazimierz Urban. Jego zdaniem Dionizy zgodził się na otwarcie w Warszawie parafii z językiem liturgicznym ukraińskim i udostępnił jej sobór metropolitalny, sam jednak służył wyłącznie w jego dolnej świątyni, w języku cerkiewnosłowiańskim lub rosyjskim. Sprzeciwiał się natomiast oderwaniu od niego obszarów zamieszkanych przez etnicznych Białorusinów i powołaniu Białoruskiego Kościoła Prawosławnego. W ramach formowania podstaw autokefalicznego Kościoła na Ukrainie metropolita Dionizy uczynił biskupa Polikarpa (Sikorskiego), dotychczasowego biskupa pomocniczego eparchii wołyńskiej, tymczasowym zarządzającym „Autokefalicznym Kościołem na wyzwolonych ziemiach ukraińskich”. Sobór tegoż Kościoła, w skład którego weszli również inni wyświęceni przez Dionizego biskupi narodowości ukraińskiej, nadał mu najpierw tytuł honorowego patriarchy, zaś 8 kwietnia 1944 – godność patriarchy kijowskiego. Była to godność nadana niekanonicznie, gdyż żaden autokefaliczny Kościół prawosławny nie uznał niezależności Kościoła ukraińskiego. Mimo to, metropolita Dionizy zrezygnował z posługiwania się tytułem patriarchy kijowskiego tylko ze względu na zdecydowany sprzeciw władz Generalnego Gubernatorstwa.
Po wkroczeniu Armii Czerwonej na Lubelszczyznę metropolita został ewakuowany przez hitlerowców na Słowację, skąd – po zatrzymaniu się linii frontu na Wiśle – zdecydował się na powrót do Zakopanego, a następnie do Piotrkowa Trybunalskiego. Dalsze sukcesy militarne ZSRR sprawiły jednak, że w 1945 Niemcy wywieźli go do St. Pölten. Do Warszawy wrócił po zdobyciu Wiednia przez Armię Czerwoną, podróżując przez Budapeszt i Sosnowiec.

## Usunięcie z funkcji

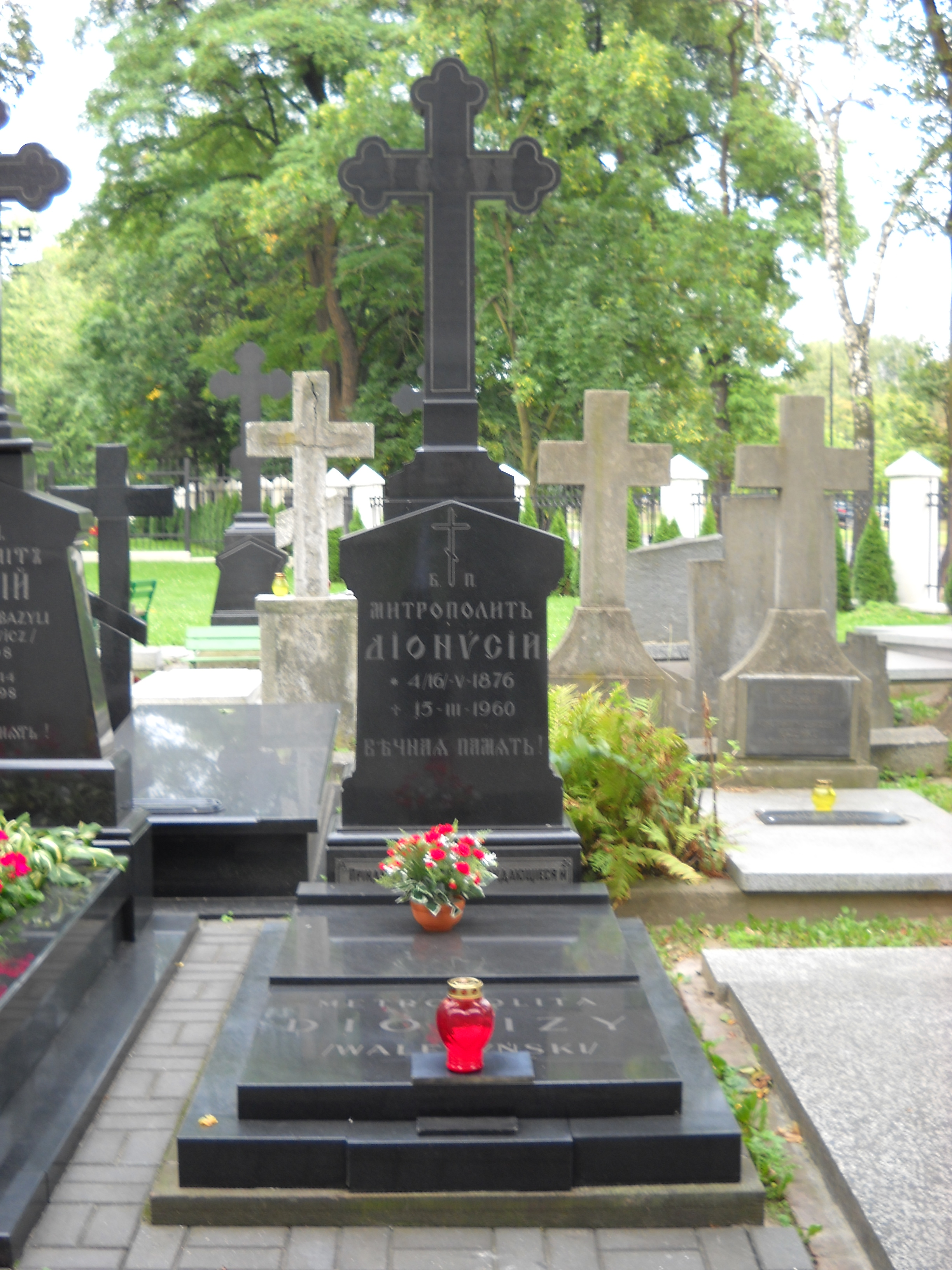
Grób metropolity Dionizego na cmentarzu prawosławnym na Woli

13 czerwca 1945 Dionizy zaadresował do Bolesława Bieruta memoriał, w którym po raz kolejny zadeklarował swoją lojalność wobec polskich władz i poinformował o powrocie do pełnienia obowiązków zwierzchnika PAKP. Twierdził również, że jego współpraca z władzami Generalnej Guberni była wywołana koniecznością zadbania o potrzeby religijne ludności prawosławnej poprzez niedopuszczenie do likwidacji Kościoła. Podkreślał także, że wiele działań, jakie podjął w czasie wojny, zostało wymuszonych przez hitlerowców, zaś sam nie podejmował żadnych dodatkowych inicjatyw na rzecz władz. Jego wyjaśnienia nie przyczyniły się do zmiany negatywnego stosunku władz do jego osoby. 22 czerwca 1945 Departament Wyznaniowy Ministerstwa Administracji Publicznej zwrócił się do tegoż ministra o wpłynięcie na metropolitę, by dobrowolnie zrezygnował z urzędu zwierzchnika PAKP. Nadmieniano, że siłowe usunięcie duchownego mogłoby wywołać protesty międzynarodowe, przypominano również wizyty Dionizego u Hansa Franka oraz wystąpienia uznane za antypolskie. Sprawę metropolity rozpatrywała również prokuratura Sądu Specjalnego, jednak zadecydowała o jej wstrzymaniu. W tym czasie władze kontaktowały się z metropolitą w sprawie jego ewentualnej dobrowolnej rezygnacji. Dionizy stanowczo odrzucał jednak takie rozwiązanie. W tym czasie kontaktował się również z patriarchą moskiewskim Aleksym I, pragnąc uzyskać od niego błogosławieństwo dla autokefalii PAKP. W 1946 otrzymał jednak od niego list, w którym Aleksy I uznawał autokefalię z 1924 za nieważną. Żądał od Dionizego, by ten uznał kierowaną przez siebie strukturę za niekanoniczną i przystał na powrót do podziału administracyjnego Kościoła prawosławnego na ziemiach polskich z 1918 ze wszystkimi konsekwencjami. Metropolita Dionizy czynił starania o wyjaśnienie wątpliwych kwestii w czasie osobistego spotkania w Moskwie, które wstępnie zostało zaplanowane na październik 1946. Ostatecznie jednak jego wyjazd nie doszedł do skutku, a patriarcha – najpewniej pod wpływem władz stalinowskich – zerwał korespondencję.
Najprawdopodobniej ostateczna decyzja co do przyszłych losów metropolity Dionizego zapadła na jesieni 1946, kiedy minister sprawiedliwości Henryk Świątkowski przebywał z wizytą w Moskwie, w czasie której rozmawiał z przewodniczącym Rady ds. Rosyjskiego Kościoła Prawosławnego. Owocem rozmowy tej był memoriał „Sprawa Kościoła Prawosławnego w Polsce”, w którym Świątkowski zawarł m.in. postulat zorganizowania wyborów nowego zwierzchnika PAKP. Metropolita zdążył jeszcze powołać do życia Prywatne Studium Teologii Prawosławnej przy Katedrze Metropolitalnej, zanim został osadzony w areszcie domowym 25 lutego 1948. Zarządzeniem prezydenta RP Bolesława Bieruta z 17 kwietnia 1948 na wniosek Ministra Administracji Publicznej wydano „cofnięcie uznania, udzielonego Dionizemu Waledyńskiemu, jako metropolicie Polskiego Autokefalicznego Kościoła Prawosławnego”. Tę samą decyzję potwierdzono uchwałą Rady Ministrów. Władze długo rozważały wybór miejsca odosobnienia hierarchy – brały pod uwagę Otwock, Łódź, Piotrków Trybunalski i Łagów, gdzie rozpoczęto już adaptację mieszkania dla niego.
Metropolita Dionizy ubiegał się o przywrócenie nadanego mu kanonicznie urzędu, pisząc do ministra administracji publicznej. Nie uzyskał również odpowiedzi. W sierpniu 1948 skontaktował się ponadto z patriarchą Aleksym, wyrażając oczekiwaną przez niego skruchę za „przewinienia wobec Kościoła-Macierzy”. Synod Kościoła Rosyjskiego uznał wówczas Dionizego za kapłana pozostającego w łączności kanonicznej z macierzystym Kościołem i pozwolił mu, ze względu na długoletnią posługę, zachować godność metropolity, lecz bez tytułu Wielce Błogosławiony. Protest wobec traktowania metropolity wystosował patriarcha konstantynopolitański Atenagoras oraz polski rząd na emigracji.
Metropolita odbywał areszt domowy w Sosnowcu, gdzie dobrowolnie towarzyszył mu ks. Atanazy Semeniuk razem z małżonką. Zajmował willę, z której eksmitowano wcześniejszych lokatorów. Władze pozwoliły mu po 15 maja 1958. na powrót do Warszawy po wysłaniu kolejnego pisma wskazującego na fatalny wpływ pobytu w Sosnowcu na jego stan zdrowia. Zmarł 15 marca 1960 w domu parafialnym przy cerkwi św. Jana Klimaka na warszawskiej Woli. Został zgodnie z własnym życzeniem pochowany na cmentarzu prawosławnym na warszawskiej Woli.
Metropolita Dionizy (Waledyński) jest autorem szeregu artykułów z zakresu archeologii chrześcijańskiej, homiletyki i historii chrześcijaństwa, publikowanych w prasie cerkiewnej w Rosji i w Polsce (m.in. czasopismo „Elpis”).

## Upamiętnienie
- W 2001 powstał film dokumentalny poświęcony postaci metropolity Dionizego (Waledyńskiego) zatytułowany Żywot i obywatelstwo[101].

- W 2010 roku ukazała się biografia hierarchy, której autorem jest Stefan Dudra[102]

- W 2024 roku Telewizja Polska zrealizowała film dokumentalny Metropolita Dionizy Waledyński[103].